# Río Isabela
El río Isabela es uno de los ríos más importantes del área metropolitana de Santo Domingo, capital de la República Dominicana. Nace al noreste del municipio de Villa Altagracia en la loma El Pilón, que tiene una altura de 700 msnm, dentro de la provincia de San Cristóbal. Se extiende a lo largo de aproximadamente 69 kilómetros, recorriendo varias comunidades antes de atravesar sectores densamente poblados del Gran Santo Domingo. Su cauce ha sido históricamente vital para el desarrollo urbano e industrial de la capital, aunque en la actualidad enfrenta serios desafíos relacionados con la contaminación y el uso desordenado de su entorno.
Este río representa una fuente hídrica significativa para los municipios que atraviesa, aunque ha sido objeto de múltiples intervenciones debido a los residuos sólidos y aguas residuales vertidas sin tratamiento. El Isabela desemboca en el río Ozama, en la parte norte de Santo Domingo, formando parte del sistema fluvial que conecta con el mar Caribe. En las últimas décadas, diversas instituciones públicas y organizaciones no gubernamentales han trabajado para promover la recuperación ecológica de este importante afluente.

## Cuenca hidrográfica
La cuenca del río Isabela cubre un área aproximada de 200 kilómetros cuadrados. Su red hidrográfica incluye pequeños afluentes y arroyos que nacen en zonas rurales de la provincia de San Cristóbal y del Distrito Nacional. A medida que el río se acerca a la capital, recibe escorrentías tanto naturales como urbanas, lo que contribuye al aumento del caudal, pero también a su degradación ambiental. La cuenca presenta una topografía variable, con zonas montañosas en su origen y terrenos más llanos en su trayecto final.

## Desembocadura
El río Isabela desemboca en el río Ozama, en las cercanías del puente Francisco del Rosario Sánchez (puente de la 17), en Santo Domingo Este. Este punto de confluencia es crucial dentro del sistema hidrográfico de la ciudad, ya que el Ozama sigue su curso hasta desembocar en el mar Caribe. La desembocadura del Isabela ha sido afectada por la sedimentación y la contaminación acumulada, lo que ha motivado planes de dragado y recuperación impulsados por el gobierno dominicano y agencias internacionales.

## Extensión
La longitud total del río Isabela es de aproximadamente 69 kilómetros desde su nacimiento hasta su desembocadura. Este trayecto lo convierte en uno de los ríos medianos de la República Dominicana, con una importancia estratégica para la capital debido a su ubicación y el impacto socioambiental de sus aguas.